# Анкудінове гирло
Анкудінове гирло — неширока протока, правий рукав однієї з ділянок Очаківського рукаву дельти Дунаю (17-й км), що починається нижче м. Вилкове Одеської області. Належить до басейну Чорного моря. 

## Загальні відомості

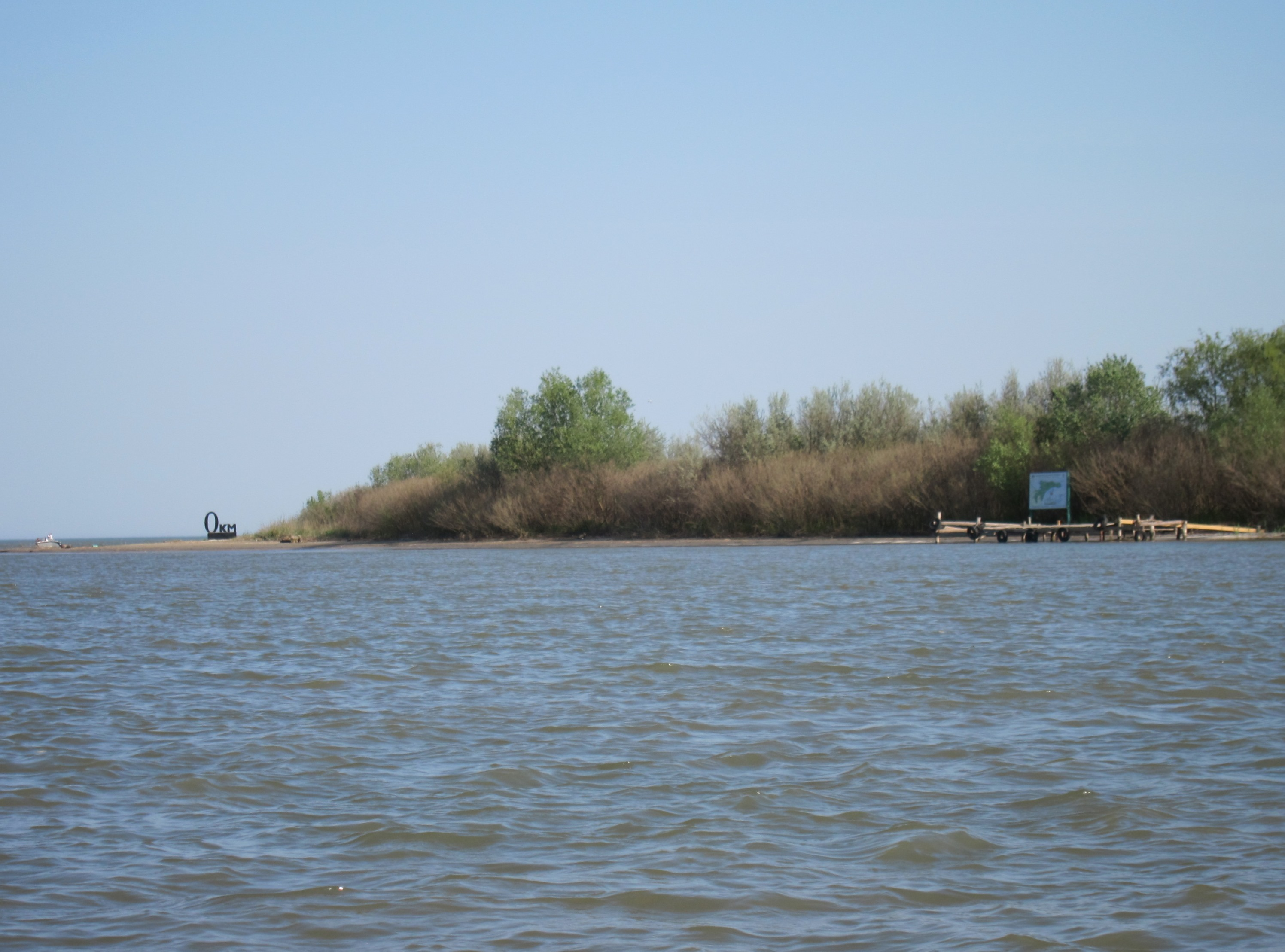
Острів Анкудінов

Анкудінове гирло бере початок неподалік від м. Вилкове і протікає між островами Анкудінов і Очаківський. Поблизу місця впадіння у море Анкудінове гирло з'єднується з Полуденним гирлом і далі протікає між о. Анкудінов і о. Полуденний.
На берегах цього мальовничого гирла розташовано чимало садів та полуничних плантацій. Землі, що примикають до цього гирла, входять до Дунайського біосферного заповідника НАН України. Частина території, ближча до моря, є заповідною зоною.
По гирлу проходять туристичні маршрути на катері з відвідуванням символічного знаку «0-й кілометр», установленого в 1998 році на Делюківській косі Анкудінового гирла. (Відстань по Дунаю, на відміну від інших річок, вимірюється не від витоку, а від гирла). 